# زرود (جنس نباتي)
الزَّرْوُد جنس نباتي يتبع الفصيلة الزيتونية ويضم نوعين موطنهما منطقة حوض البحر الأبيض المتوسط. شجيرة صغيرة يصل ارتفاعها إلى خمسة أمتار أوراقها بيضوية معنقة أو جالسة يتراوح عرضها من 6-18 مليمتر،
مسننة واكليلية القمة واسفينية عند القاعدة وأزهارها محمولة على أعناق قصيرة في مجموعات ابطية، الثمار حسلية صغيرة ذات لون أسود،
كروية الشكل لها نهاية في قمتها. 

## الفوائد الاقتصادية
تصلح لتشجير وتحريج المناطق المنحدرة لمنع انجراف التربة في
المنطقة المتوسطة.

## من أنواعهالواطنةفيالوطن العربي
- الزرود ضيق الأوراق (باللاتينية: Phillyrea angustifolia) في المغرب العربي وغرب حوض المتوسط
- الزرود عريض الأوراق (باللاتينية: Phillyrea latifolia) أو الزرود المتوسط (باللاتينية: Phillyrea media) في بلاد الشام والمغرب العربي وشمال حوض المتوسط